# 比弗丹 (內華達州)
比弗丹（英語：Beaverdam）是位於美國內華達州林肯縣的普查規定居民點。

## 人口
根據2020年美國人口普查的數據，比弗丹的面積為1.78平方千米，皆為陸地。當地共有人口40人，而人口密度為每平方千米22.47人。